# 布垣豊
布垣 豊（ぬのがき ゆたか、1938年7月22日 - 2021年1月12日）は、日本の経営者。京都中央信用金庫理事長を務めた。

## 経歴・人物
京都府京都市出身。立命館中学校・高等学校を経て、1961年に立命館大学法学部を卒業。両親や親戚が京都中央信用金庫の原型である京都市中央市場組合で働いていたこともあり、同年に京都中央信用金庫に入社した。1989年に理事に就任し、1997年に副理事長を経て、2002年6月に理事長に就任。理事長就任の半年後に、京都中央信用金庫立てこもり事件を経験した。2015年11月に会長を経て、2018年6月には名誉会長に就任。
2021年1月12日に死去。79歳没。